# Iago (Texas)
Pour les articles homonymes, voir Iago (homonymie).
Iago est une census-designated place située dans le comté de Wharton, dans l’État du Texas, aux États-Unis. Sa population s’élevait à 161 habitants lors du recensement de 2000.